# Palazzo di Giustizia (Udine)

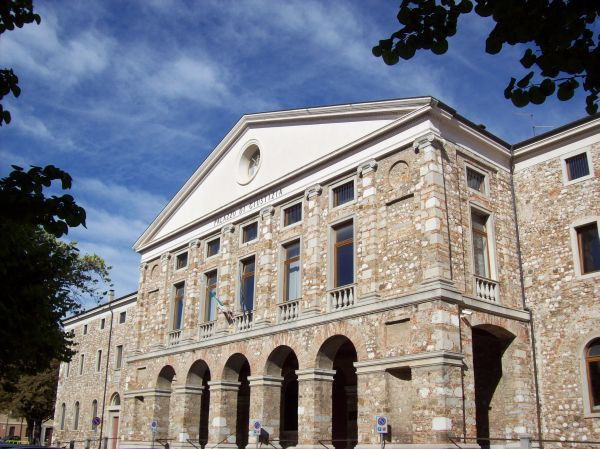
Palazzo di Giustizia in Udine

Der Palazzo di Giustizia ist ein Palast aus dem 19. Jahrhundert in Udine in der italienischen Region Friaul-Julisch Venetien. Er liegt am Largo Ospedale Vecchio, 1.

## Geschichte
Im 13. Jahrhundert war das Hospital Santa Maria della Misericordia dei Battuti eine wichtige Institution und es wurde noch mehr im 15. Jahrhundert, als es mit dem Hospital Santissima Trinità degli Alemanni und mit dem Hospital Santa Maria Maddalena o degli Esposti vereinigt wurde und seinen Namen in „Ospedale Maggiore Santa Maria della Misericordia dei Battuti“ änderte.
Das Gebäude, in dem das Krankenhaus untergebracht war, war nicht mehr ausreichend, um die noch höhere Anzahl an Kranken aufzunehmen. Also betrieb der Erzbischof von Udine den Bau eines neuen, größeren Krankenhauses.
Der Bau begann 1782 neben dem Minoritenkloster. Mitte des 19. Jahrhunderts wurde das neue Krankenhaus fertiggestellt und die Institution blieb dort bis in die 1940er-Jahre. Während der deutschen Besetzung im Zweiten Weltkrieg diente das Gebäude als Kaserne und heute ist es Sitz der Gerichte von Udine.